# Romy Schlimbach
Romy Frédérique Schlimbach (Terneuzen, 31 mei 1995) is een Nederlands-Belgisch plussize model. Zij is bekend geworden als body-positive-image-activiste en influencer. Ze is voorvechtster van een positief zelfbeeld en ze bestrijdt schoonheidsidealen en taboes omtrent het lichaam. 

## Biografie
Schlimbach is geboren in Terneuzen (Nederland) en vanaf haar twaalfde opgegroeid in Neerpelt (België). Ze volgde een studie in Leuven waar ze de bachelor en master maatschappelijk werk heeft gedaan. Na het overlijden van haar vader verhuisde ze naar Antwerpen voor haar carrière.

## Carrière
In oktober 2019 werd Schlimbach ontdekt als model bij het Vlaams modellenbureau Curves Model Agency. In januari 2019 had Schlimbach haar eerste publicatie in Belgisch weekblad Flair in de rubriek My body & Me. In maart 2019 was haar eerste deelname aan the Body Positive Catwalk in Milaan, georganiseerd door curvy model Laura Brioschi. Vervolgens heeft Schlimbach deelgenomen aan soortgelijke evenementen in Parijs, Berlijn en Barcelona. In mei 2019 tekende ze een contract bij het Franse bureau Perfect Models Officiel. In september 2019 heeft Schlimbach samen met Ruby Glazenmakers, Gaelle Wauthier en Kilien Natens een eigen body positive event in Vlaanderen georganiseerd, om "body positivity" meer naar de voorgrond in Vlaanderen te trekken.
Op 1 oktober 2019 was Schlimbach een van de sprekers op de boot van de Gert Late Night Show, waar zij sprak over body positivity. Die maand bracht VRT tevens de  documentaire Labels uit, met een episode over body positivity: hierin speelden onder andere Schlimbach en influencers Jitske van de Veire en Elodi Gabias een centrale rol.
Eind oktober 2019 werd Schlimbach afgevaardigd als Miss Top Of the World Plus Size Belgium, om België te gaan vertegenwoordigen op de internationale miss verkiezing: Miss Top Of the World Plus Size in de strijd tegen 50 andere landen. Het was de eerst keer dat België mee deed aan deze wereldwijde missverkiezing. Schlimbach behaalde twee prijzen: Miss Third Runner up en Miss Most Photogenic'.
In december 2019 vertrok Schlimbach bij haar eerste agentschap en kort erna tekende ze bij Jackie Lee Modellenbureau in Antwerpen. Ego's Model Agency Amsterdam haalde Romy eveneens binnen als model. In januari 2020 mocht Schlimbach het op de cover van Belgisch weekblad Flairstaan . Samen met body positive influencers Sabine Peeters en Vannah Malila schreef zij een artikel over 'self-love'.
Marie Claire Belgique bestempelde Schlimbach als Woman to Watch in februari 2020 en noemde haar een rolmodel voor andere vrouwen. In februari en maart dat jaar had Schlimbach haar eerste twee internationale editorials, samen met de Duitse fotograaf en model Silvana Denker, in het Amerikaanse Queen Size Magazine.
Daarnaast maakte Schlimbach deel uit van het No-babes Project van Morgane Gielen. In 2022 was Romy de ambassadrice van de Dove Selflove Campagne in België. Daarnaast deed Romy nog heel veel andere grote campagnes samen met vooraanstaande merken, zoals Marina Rinaldi. Ze is vaak ook aanwezig op rode lopers in België, als een van de weinige plussize vrouwen. Augustus 2022 richtte Romy de Curvy Store op in Mechelen, een plussize kledingzaak voor vrouwen.

## Publicaties
- 07/01/2020: Flair Magazine: Cover Model + Self-love artikel met Sabine Peeters & Vannah Malila.
- 01/02/2020: Queen Size Magazine: Lingerie Editorial by Navabi Fashion & Silvana Denker.
- 12/02/2020: Marie Claire Belgique:Woman to Watch: geschreven door Hannelore Luyten
- 01/03/2020: Queen Size Magazine: Fashion Editorial by Navabi Fasihon & Silvana Denker
- 27/04/2020: VOL-Magazine: Bikini-Editorial